# Lago Margherita
Il lago Margherita, chiamato anche Lago Abaya o Abaja (in amarico አባያ ሐይቅ, ʾÄbaya ḥäyəḳə) è un lago di origine vulcanica del sud dell'Etiopia, situato nei pressi della Grande Rift Valley, al confine tra la regione delle Nazioni, Nazionalità e Popoli del Sud e la regione di Oromia. 

## Descrizione
Si trova a un'altitudine di 1285 m s.l.m., circondato dai monti, e ha una superficie di 1.160 km². Il fiume Bilate è suo immissario.
Il lago è situato all'interno di un'area naturale protetta. Sulle sue rive vivono le popolazioni Ganjule e Gūji. È stato scoperto nel 1896 dalla spedizione dell'esploratore italiano Vittorio Bottego, il quale lo battezzò  "lago Margherita" in onore della regina d'Italia Margherita di Savoia moglie di Umberto I.

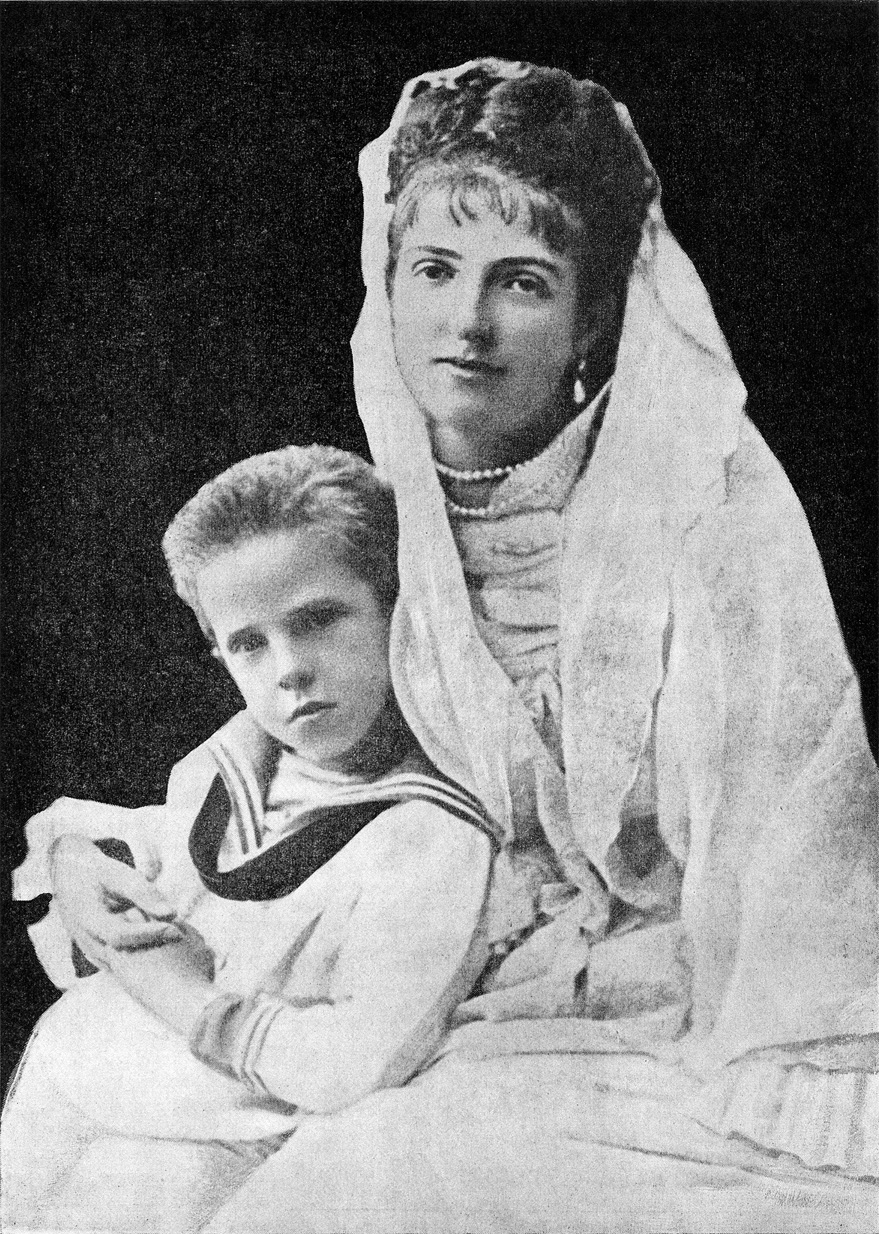
Margherita di Savoia con suo figlio Vittorio Emanuele, futuro re d'Italia, nel 1876.